# Triana Park
I Triana Park (in lettone Triānas parks) sono un gruppo musicale lettone composto dalla cantante Agnese Rakovska, dal chitarrista Artūrs Strautiņš, dal batterista Edgars Viļums e dal bassista Kristaps Ērglis. Hanno tentato di rappresentare la Lettonia all'Eurovision Song Contest in sei occasioni, riuscendoci nel 2017 con la canzone Line.

## Carriera
I Triana Park tentato di rappresentare la Lettonia all'Eurovision Song Contest sei volte. Nel 2008 hanno fatto il loro debutto a Eirodziesma, l'allora processo di selezione lettone per l'Eurovision, con il brano Bye Bye, arrivando quarti su dieci partecipanti con 5.656 televoti. L'anno successivo ci hanno riprovato con Call Me Any Time You Need a Problem, giungendo in finale, ma non tra i primi tre artisti annunciati. Nel 2010 hanno ripartecipato a Eirodziesma con Lullaby For My Dreammate (Diamond Lullaby), che è arrivata sesta su dieci partecipanti (terza nel voto della giuria e ottava nel televoto), mentre nel 2011 hanno presentato Upside Down, qualificandosi per la finale ma ritirando la candidatura per via di problemi personali della cantante Agnese Rakovska che le avrebbero impedito di partecipare. Nel 2012 a Eirodziesma la loro Stars Are My Family è arrivata sesta su dieci (terza nel voto della giuria e ottava nel televoto). L'album di debutto dei Triana Park, intitolato EnterTainment, è uscito nel 2010, mentre nel 2014 hanno pubblicato l'EP eponimo.
Dopo alcuni anni di pausa, i Triana Park si sono ripresentati al processo di selezione lettone per l'Eurovision Song Contest 2017, ora ribattezzato Supernova e con un nuovo format. Il loro brano Line ha passato sia i quarti di finale che la semifinale grazie al voto del pubblico, e nella finale del 26 febbraio 2017 sono stati proclamati vincitori in quanto hanno ottenuto un numero maggiore di televoti rispetto agli altri tre concorrenti. I Triana Park canteranno nella prima semifinale sul palco dell'Eurovision che si terrà il 9 maggio 2017 a Kiev, in Ucraina, scontrandosi con altri 17 partecipanti per conquistare uno dei dieci biglietti per la finale del 13 maggio. Si esibiscono per ultimi e chiudono, con 21 punti, all'ultimo posto, non qualificandosi per la finale. Line è risultato il singolo locale più ascoltato nel corso dell'anno in suolo lettone.

## Membri
- Agnese Rakovska – voce
- Artūrs Strautiņš – chitarra
- Edgars Viļums – percussioni
- Kristaps Ērglis – basso

## Discografia

### Album in studio
- 2010 – EnterTainment
- 2018 – Alive

### EP
- 2014 – Triana Park
- 2020 – Kompozīcijas

### Singoli
- 2008 – Bye Bye
- 2009 – Call Me Any Time You Need a Problem
- 2010 – Lullaby for My Dreammate (Diamond Lullaby)
- 2010 – Karuselis (Carousel)
- 2011 – Upside Down
- 2011 – Breathless
- 2011 – Pelnrušķīte
- 2012 – Stars Are My Family
- 2012 – New York
- 2012 – I Like
- 2014 – Iron Blue
- 2014 – The Best
- 2014 – Sons and Daughters
- 2015 – If You Want
- 2015 – Laika dziesmiņa (Time Song)
- 2017 – Line
- 2018 – Home
- 2018 – Rozā brille
- 2018 – Kā gaisa balonā
- 2018 – Stars (feat. Janis Aispurs)
- 2019 – Tiekas divatā
- 2021 – Domu raksti